# Matevž Medja
Matevž Medja, slovenski oblikovalec, * 1966, Kranj
Samostojno oblikovalsko pot je začel leta 1989, štiri leta kasneje je bil soustanovitelj oblikovalskega studia Medja & Karlson in leta 2000 oblikovalske agencije Gigodesign, v kateri je kreativni direktor in vodja oddelka za vizualne komunikacije. Od leta 2003 je član uprave Fundacije Brumen.
Dobil je več domačih in mednarodnih nagrad s področja oglaševanja in oblikovanja (Red Dot, Designpreis Deutschland, itd.) ter nagradi zlata ptica in nagrade Prešernovega sklada za izjemne dosežke v kulturi.